# Vádí Salib

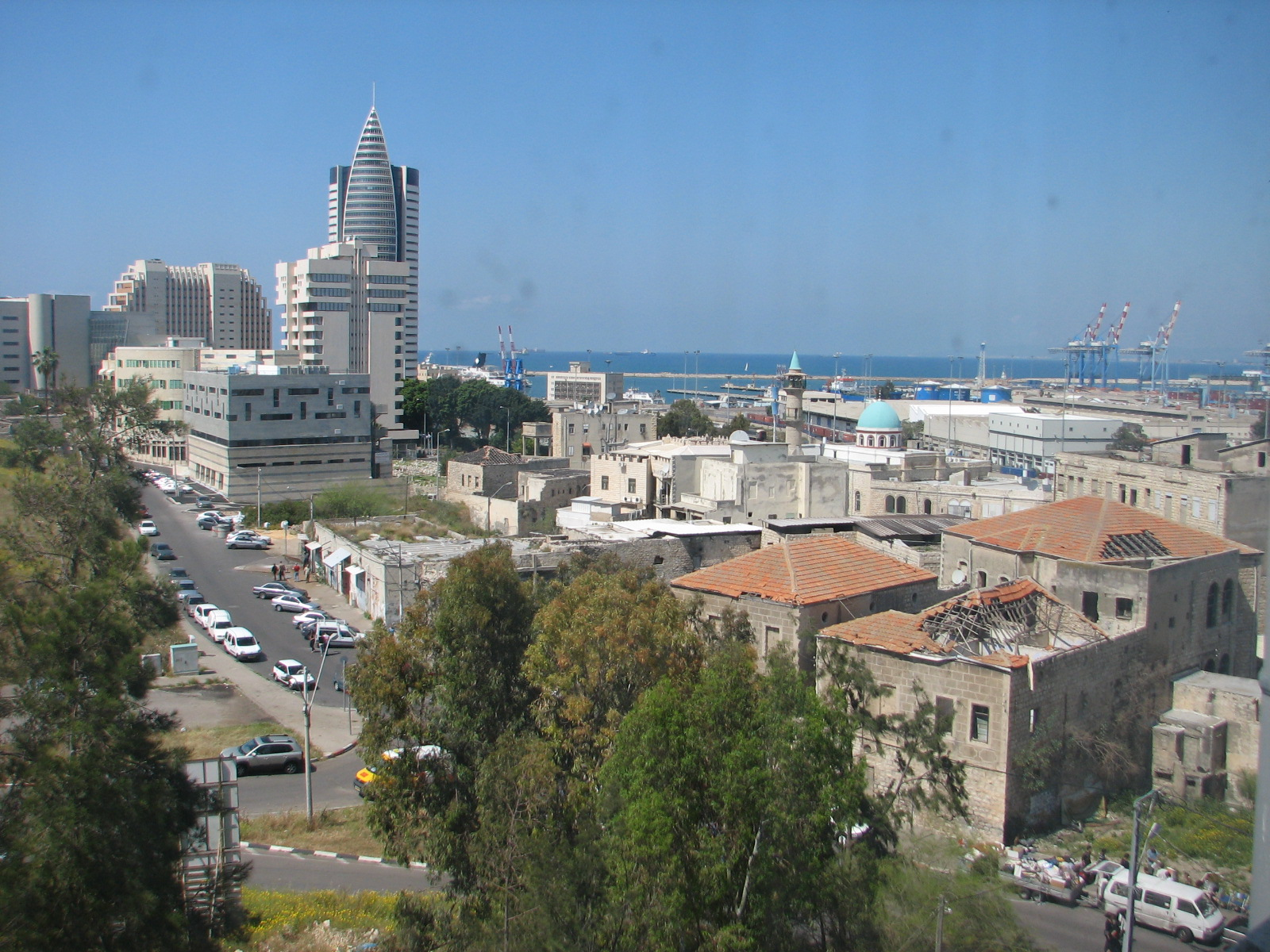
Stará a nová zástavba ve čtvrti Vádí Salib

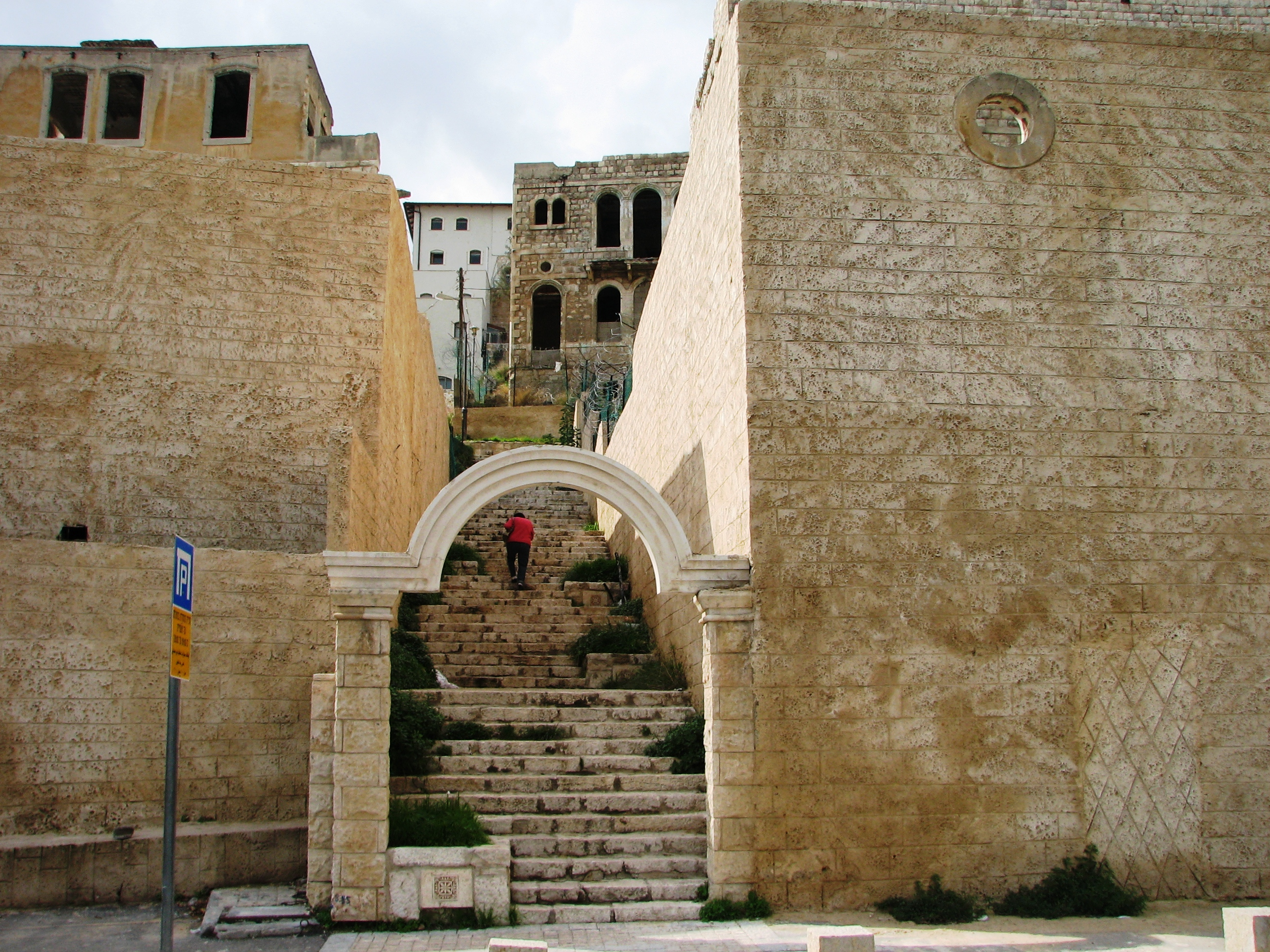
Stará architektura ve čtvrti Vádí Salib

Vádí Salíb (hebrejsky ואדי סליב‎, arabsky وادي صليب‎‎) je čtvrť v centrální části Haify v Izraeli. Nachází se v administrativní oblasti Ha-Ir ha-Tachtit, nedaleko pobřeží Haifského zálivu.

## Geografie
Leží v nadmořské výšce cca 50 metrů, necelý 1 kilometr jižně od centra dolního města. Na severu s ní sousedí čtvrť Kirjat ha-Memšala Rabin, na severozápadě Vádí Nisnas, na západě Hadar ha-Karmel, na jihu Nachala a na východě Haifský přístav.

## Dějiny
Jde o jeden z nejstarších okrsků v Haifě. Vznikl ještě před ustavením britského mandátu Palestina. Nachází se nedaleko hradeb starého města Chejfa el-Atika postavených roku 1761. Po vzniku státu Izrael opustila velká část arabského obyvatelstva Haifu, ale několik tisíc zůstalo a spolu s židovskými přistěhovalci, zejména z afrických a asijských zemí, tvoří dodnes výraznou složku místní populace. V roce 1959 zdejší orientální Židé vyvolali ekonomicky a sociálně motivované nepokoje (nepokoje ve Vádí Salib). V současnosti je čtvrť významným turistickým cílem. Rozkládá se na ploše 0,15 kilometru čtverečního.